# Prodiaphania echinomides
Prodiaphania echinomides là một loài ruồi trong họ Tachinidae.